# Cela s'appelle l'aurore
Cela s'appelle l'aurore is een Franse dramafilm uit 1956 onder regie van Luis Buñuel.

## Verhaal
Een arme stad in Corsica wordt bestuurd door de meedogenloze fabriekseigenaar en grondbezitter Gorzone. Wanneer, als gevolg van een beslissing van Gorzone, de vrouw van landarbeider Sandro Galli overlijdt, wil hij zich wreken op Gorzone. De jonge arts Valerio raakt daarbij betrokken.

## Rolverdeling
| Acteur             | Personage            |
| ------------------ | -------------------- |
| Georges Marchal    | Dr. Valerio          |
| Lucia Bosè         | Clara                |
| Julien Bertheau    | Fasaro               |
| Nelly Borgeaud     | Angela               |
| Giani Esposito     | Sandro Galli         |
| Brigitte Elloy     | Magda                |
| Jean-Jacques Delbo | Gorzone              |
| Simone Paris       | Mevrouw Gorzone      |
| Gaston Modot       | Vervanger van Sandro |